# Knipowitschia caucasica
Knipowitschia caucasica é uma espécie de peixe da família Gobiidae. 
Pode ser encontrada nos seguintes países: Arménia, Azerbaijão, Bulgária, Grécia, Irão, Cazaquistão, Roménia, Rússia, Turquia, o Reino Unido e Uzbequistão. 